# Sig-Sauer P230
Le P230 est un pistolet semi-automatique conçu en 1977 par SIG Sauer à destination des forces de police.

## Historique
Au cours des années 1970, la Schweizerische Industrie Gesellschaft conçoit le P210, mais l’entreprise a des difficultés à le commercialiser à l’étranger du fait des restrictions de la loi suisse sur l’export d’armes. Elle établit donc en 1975 un partenariat avec Sauer & Sohn pour produire en Allemagne les armes qu’elle conçoit, ce qui facilite les exportations. Finalement, SIG rachète en 1976 la division des armes de Sauer, formant SIG-Sauer, le partage entre conception en Suisse et fabrication en Allemagne subsistant néanmoins.

## Description
Le P230 est un pistolet semi-automatique double action à culasse non calée. Il dispose d’un levier permettant de désarmer le chien sans risque, même si une cartouche est chargée dans la chambre, mais pas de cran de sûreté. Le percuteur est toutefois verrouillé en permanence par une goupille, qui ne se désengage que lorsque le chien est armé.
Le P230 est disponible en plusieurs variantes permettant de tirer diverses cartouches. L’arme est ainsi disponible en 7,65 × 17 mm Browning, en 9 × 17 mm court et en 9 × 18 mm Police. Ces variantes ont toute la même taille, mais pas la même masse, du fait de l’utilisation de matériaux différents. Les versions en 7,65 mm et en 9 mm court ont une carcasse en alliage et pèsent respectivement 455 et 460 g à vide. En revanche, comme la cartouche de 9 mm police est plus puissante, la version qui la tire a une carcasse en acier et une glissière plus lourde, ce qui l’amène à une masse de 690 g à vide.